# 克里斯托·波波夫
克里斯托·波波夫（法語：Christo Popov，2002年3月8日—），法國男子羽毛球運動員。2018年歐青赛男單亚军，法國隊在歐青賽团体二连冠的主力成员（2017、2018），也是首位獲得世青賽獎牌的法國選手。他的哥哥小托馬·波波夫也是羽球運動員。

## 簡歷
2017年4月，克里斯托·波波夫代表法國參加在米卢斯舉行的歐洲青年羽毛球錦標賽，助東道主法國隊贏得冠軍。
2018年5月，克里斯托·波波夫与小托馬·波波夫出战拉脫維亞羽毛球國際賽，在男双準决赛以0比2（19-21、18-21）不敌队友法比安·德尔吕/威廉·维利格。同年8月，他與小托馬·波波夫在保加利亞羽毛球公開賽男双决赛以2比1（17-21、21-7、21-17）戰勝中華台北的陳宥潤/林秉緯，赢得首个成年國際賽男双冠军。同年9月，他代表法国参加爱沙尼亚塔林举办的歐洲青年羽毛球錦標賽，助法国队卫冕混合團體冠军；此外，在男单决赛以0比2（7-21、14-21）不敌赛会2号种子、队友阿諾·梅克爾，赢得男单银牌。
2019年10月，克里斯托·波波夫在世界青年羽毛球錦標賽晉級四強，為法國首位在世青賽奪牌的選手。最終波波夫在決賽以直落二（8-21、11-21）敗給尋求三連霸的昆拉武特·威提訕，獲得亞軍。

## 主要比賽成績
只列出曾進入準決賽的國際賽事成績：
| 年份   | 賽事                       | 公開賽級別 | 項目     | 拍檔          | 成績   |
| ------ | -------------------------- | ---------- | -------- | ------------- | ------ |
| 2017年 | 歐洲青年羽毛球錦標賽       | 其他       | 混合團體 | －            | 冠軍   |
| 2018年 | 拉脫維亞羽毛球國際賽       | 未來系列賽 | 男子雙打 | 小托馬·波波夫 | 準決賽 |
| 2018年 | 保加利亞羽毛球公開賽       | 國際系列賽 | 男子雙打 | 小托馬·波波夫 | 冠軍   |
| 2018年 | 歐洲青年羽毛球錦標賽       | 其他       | 混合團體 | －            | 冠軍   |
| 2018年 | 歐洲青年羽毛球錦標賽       | 其他       | 男子單打 | －            | 亞軍   |
| 2019年 | 斯洛文尼亞羽毛球國際賽     | 國際系列賽 | 男子單打 | －            | 準決賽 |
| 2019年 | 世界青年羽毛球錦標賽       | 其他       | 男子單打 | －            | 亞軍   |
| 2019年 | 蘇格蘭羽毛球公開賽         | 國際挑戰賽 | 男子單打 | －            | 準決賽 |
| 2019年 | 意大利羽毛球國際賽         | 國際挑戰賽 | 男子單打 | －            | 冠軍   |
| 2019年 | 意大利羽毛球國際賽         | 國際挑戰賽 | 男子雙打 | 小托馬·波波夫 | 亞軍   |
| 2020年 | 歐洲羽毛球男女子團體錦標賽 | 其他       | 男子團體 | －            | 季軍   |
| 2020年 | 歐洲青年羽毛球錦標賽       | 其他       | 混合團體 | －            | 亞軍   |
| 2020年 | 歐洲青年羽毛球錦標賽       | 其他       | 男子單打 | －            | 冠軍   |
| 2020年 | 歐洲青年羽毛球錦標賽       | 其他       | 混合雙打 | Flavie Vallet | 季軍   |
| 2021年 | 歐洲羽毛球混合團體錦標賽   | 其他       | 混合團體 | －            | 亞軍   |
| 2021年 | 西班牙羽毛球大師賽         | 超級300賽  | 男子雙打 | 小托馬·波波夫 | 準決賽 |
| 2022年 | 烏克蘭羽毛球公開賽         | 國際挑戰賽 | 男子單打 | －            | 冠軍   |
| 2022年 | 奧爾良羽毛球大師賽         | 超級100賽  | 男子單打 | －            | 準決賽 |
| 2022年 | 南特羽毛球國際挑戰賽       | 國際挑戰賽 | 男子單打 | －            | 亞軍   |
| 2022年 | 荷蘭羽毛球公開賽           | 國際挑戰賽 | 男子單打 | －            | 亞軍   |
| 2022年 | 加拿大羽毛球國際挑戰賽     | 國際挑戰賽 | 男子單打 | －            | 準決賽 |
| 2023年 | 歐洲羽毛球混合團體錦標賽   | 其他       | 混合團體 | －            | 亞軍   |
| 2023年 | 歐洲運動會羽毛球比賽       | 其他       | 男子單打 | －            | 銀牌   |
| 2023年 | 歐洲運動會羽毛球比賽       | 其他       | 男子雙打 | 小托馬·波波夫 | 銅牌   |
| 2024年 | 歐洲羽毛球男女子團體錦標賽 | 其他       | 男子團體 | －            | 亞軍   |
| 2024年 | 德國羽毛球公開賽           | 超級300賽  | 男子單打 | －            | 冠軍   |
| 2024年 | 全英羽毛球公開賽           | 超級1000賽 | 男子單打 | －            | 準決賽 |
| 2024年 | 西班牙馬德里羽毛球大師賽   | 超級300賽  | 男子雙打 | 小托馬·波波夫 | 準決賽 |
| 2024年 | 海洛羽毛球大師賽           | 超級300賽  | 男子單打 | －            | 冠軍   |
| 2024年 | 海洛羽毛球大師賽           | 超級300賽  | 男子雙打 | 小托馬·波波夫 | 準決賽 |
| 2025年 | 歐洲羽毛球混合團體錦標賽   | 其他       | 混合團体 | －            | 亞軍   |
| 2025年 | 德國羽毛球公開賽           | 超級300賽  | 男子雙打 | 小托馬·波波夫 | 亞軍   |
| 2025年 | 瑞士羽毛球公開賽           | 超級300賽  | 男子單打 | －            | 亞軍   |
| 2025年 | 歐洲羽毛球錦標賽           | 其他       | 男子單打 | －            | 季軍   |
| 2025年 | 歐洲羽毛球錦標賽           | 其他       | 男子雙打 | 小托馬·波波夫 | 冠軍   |
| 2025年 | 新加坡羽毛球公開賽         | 超級750賽  | 男子單打 | －            | 準決賽 |
| 2025年 | 日本羽毛球公開賽           | 超級750賽  | 男子單打 | －            | 準決賽 |

| 2007-2017年 | 首要超級賽 | 超級賽 | 黃金大獎賽 | 大獎賽 | 國際挑戰賽 | 國際系列賽 | 未來系列賽 | 其他 |

| 2018-2026年 | 總決賽 | 超級1000賽 | 超級750賽 | 超級500賽 | 超級300賽 | 超級100賽 | 國際挑戰賽 | 國際系列賽 | 未來系列賽 | 其他 |

### 奧運會和世錦賽參賽紀錄
|          | 搭檔          | 2021  | 2022 | 2023 | 2024       |
| -------- | ------------- | ----- | ---- | ---- | ---------- |
| 男子單打 | －            | 64強1 | －   | 32強 | －         |
|          |               |       |      |      |            |
| 男子雙打 | 小托馬·波波夫 | 64強1 | 64強 | 32強 | 小組第三名 |

- ^  注解1：退賽

## 外部連結
- 克里斯托·波波夫在世界羽球聯盟的登錄資料
- 克里斯托·波波夫的Instagram帳戶
- 克里斯托·波波夫的Facebook專頁